# 2016 TCN
2016 TCN là một năm trong lịch La Mã.